# Epsilonoides phyctainocricum
Epsilonoides phyctainocricum är en rundmaskart som beskrevs av Steiner 1931. Epsilonoides phyctainocricum ingår i släktet Epsilonoides och familjen Epsilonematidae. Inga underarter finns listade i Catalogue of Life.